# Museo Ottocento Bologna
Il Museo Ottocento Bologna è un museo d'arte privato dedicato all'arte dell'Otto-Novecento e in particolare alla pittura bolognese ottocentesca.

## Storia
Il museo è stato inaugurato ad aprile 2023 dopo una preparazione durata quasi cinque anni.

## Il museo

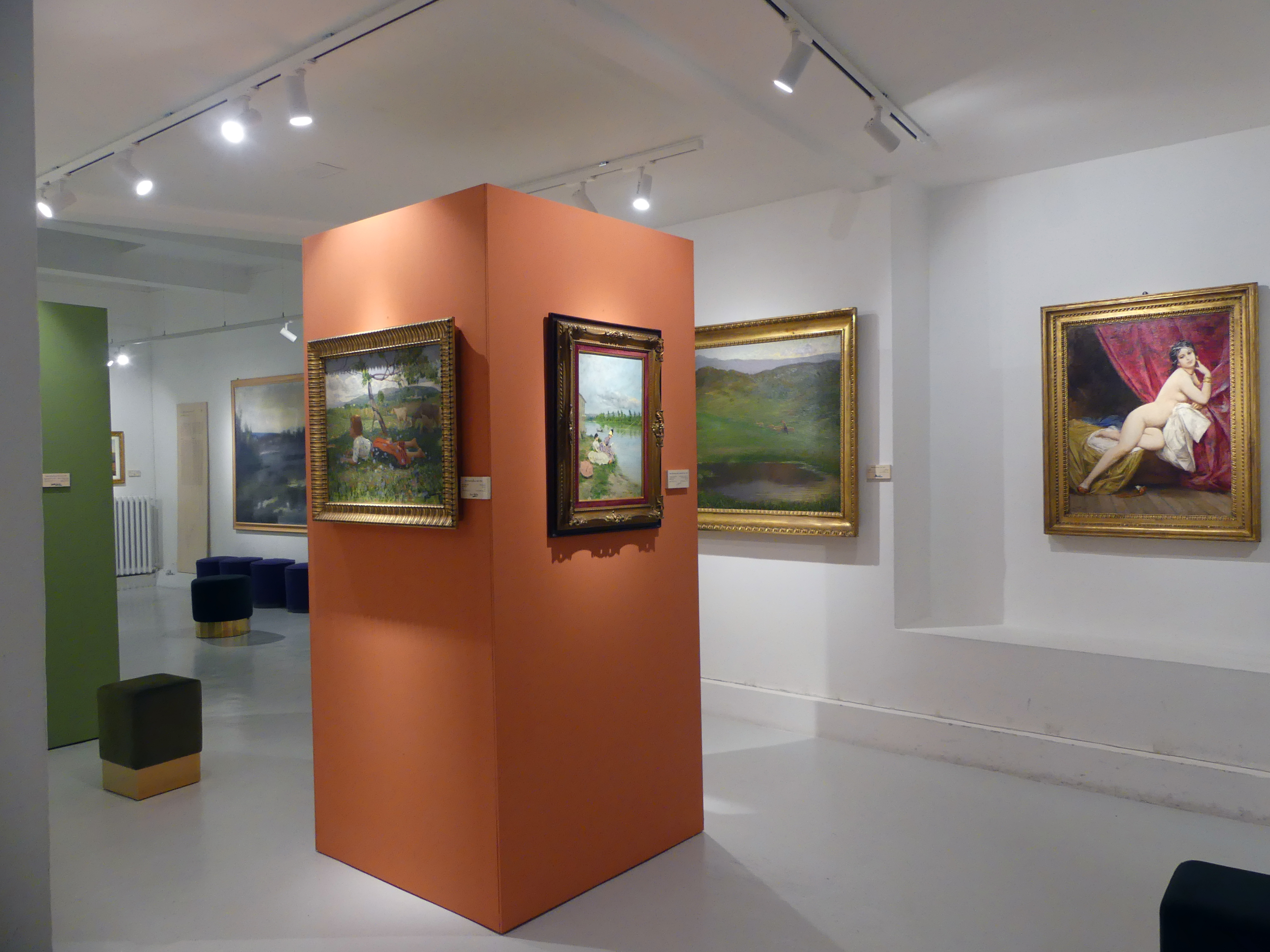
La sala III del museo

Il Museo Ottocento Bologna è situato in piazza San Michele, nel centro storico di Bologna, in quartiere Santo Stefano, dove occupa 5 sale allestite con uno stile contemporaneo. È diretto da Francesca Sinigaglia, fondatrice del museo, storica dell'arte e archivista.

### La collezione
Il nucleo originario della collezione è composto da ottantacinque opere — tra dipinti a olio, acquerelli, disegni e bozzetti — di alcuni tra i maggiori pittori e artisti dell'Ottocento bolognese, tra cui si annoverano Fabio Fabbi, Alfredo Protti, Luigi Busi e Mario de Maria, Andrea Besteghi, Alessandro Guardassoni, Alfonso Savini, Luigi Bazzani, Luigi Busi, Raffaele Faccioli, Luigi Serra, Coriolano Vighi, Luigi e Flavio Bertelli, Alessandro Scorzoni, Giovanni Paolo Bedini, Marcello Dudovich, Augusto Sezanne, Giovanni Romagnoli, Garzia Fioresi, Guglielmo Pizzirani, Antonio Maria Nardi e Gino Marzocchi. Tali artisti fanno parte dell'esposizione permanente del museo.

### Il percorso museale
Il percorso museale si sviluppa per nuclei tematici che documentano le principali correnti stilistiche del secolo lungo, in particolare di quel periodo tra metà Ottocento e i primi decenni del Novecento che, visto attraverso le opere degli artisti dell'area bolognese, rappresenta una fase storica e artistica di particolare ricchezza culturale e fermento. Questo periodo storico, benché sia stato a lungo trascurato, è in seguito stato recuperato e valorizzato con esposizioni permanenti e temporanee da vari musei cittadini, tra cui il Museo Ottocento Bologna non è che l'ultimo nato.
Le sezioni tematiche del museo affrontano: la pittura accademica, il periodo Goupil, il naturalismo, il fin de siècle, l'orientalismo, il simbolismo, l'arte sacra, il secessionismo, la ritrattistica.

#### Sala I

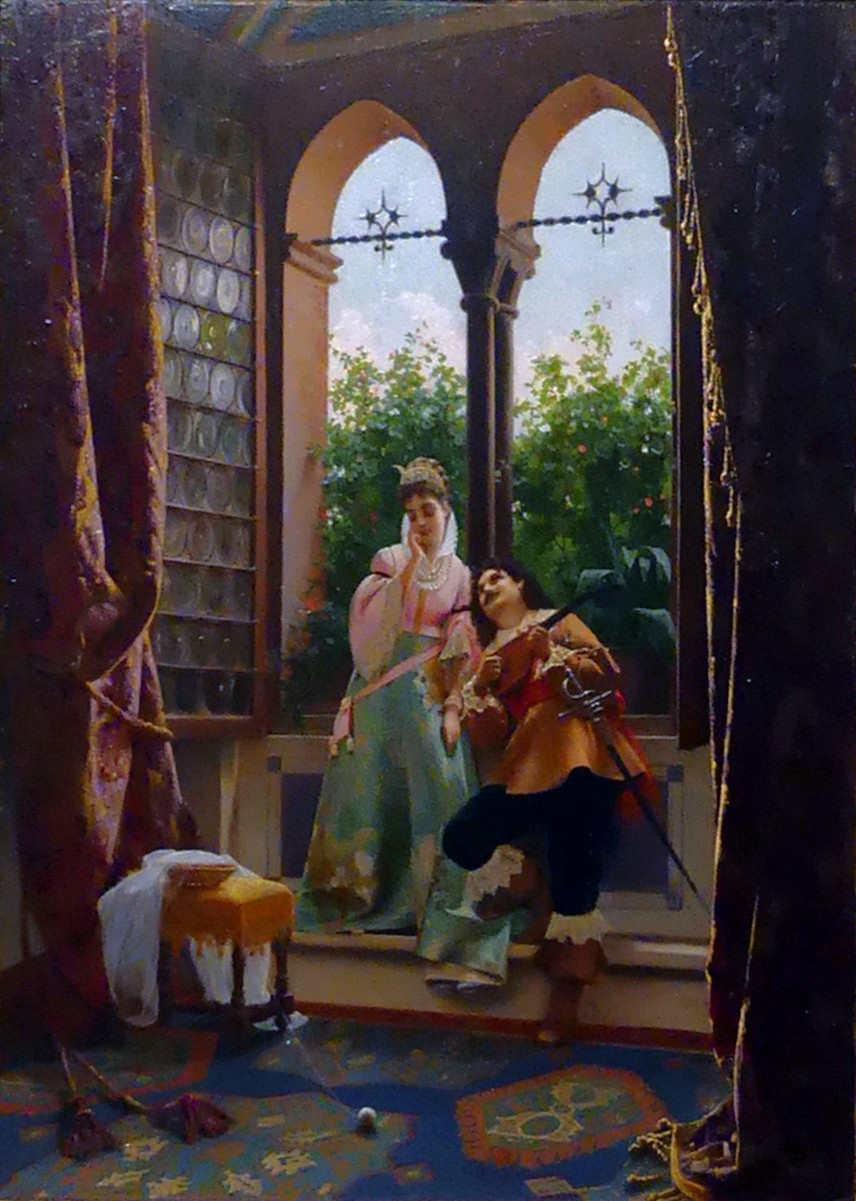
Alfonso Savini, La Serenata

Nella prima sala si trovano le opere dedicate alla pittura accademica e alle sue sfaccettature, dalla pittura di genere di carattere storico, alla pittura di gusto neopompeiano fino al periodo Goupil.
La pittura di storia e di impostazione accademica è rappresentata dal dipinto di Andrea Besteghi Cimabue e Giotto, esposto alla prima edizione dell'Esposizione della Società Protettrice di Belle Arti che illustra il famoso incontro tra i due grandi artisti. Il gusto per la pittura pompeiana, così diffuso al tempo, trova il suo interprete in Luigi Bazzani: l'artista visitò Pompei e ancora oggi è celebre per i suoi acquerelli. Il percorso prosegue con un accenno alla moda dell'epoca per le scene ispirate al Settecento, diffusa dal mercante francese Adolphe Goupil: questa tendenza di guardare al passato con l'occhio del collezionista è esemplificata dalle opere di Alfonso Savini e Giovanni Paolo Bedini, due artisti che hanno spesso eseguito ritratti di personaggi "in costume".

#### Sala II

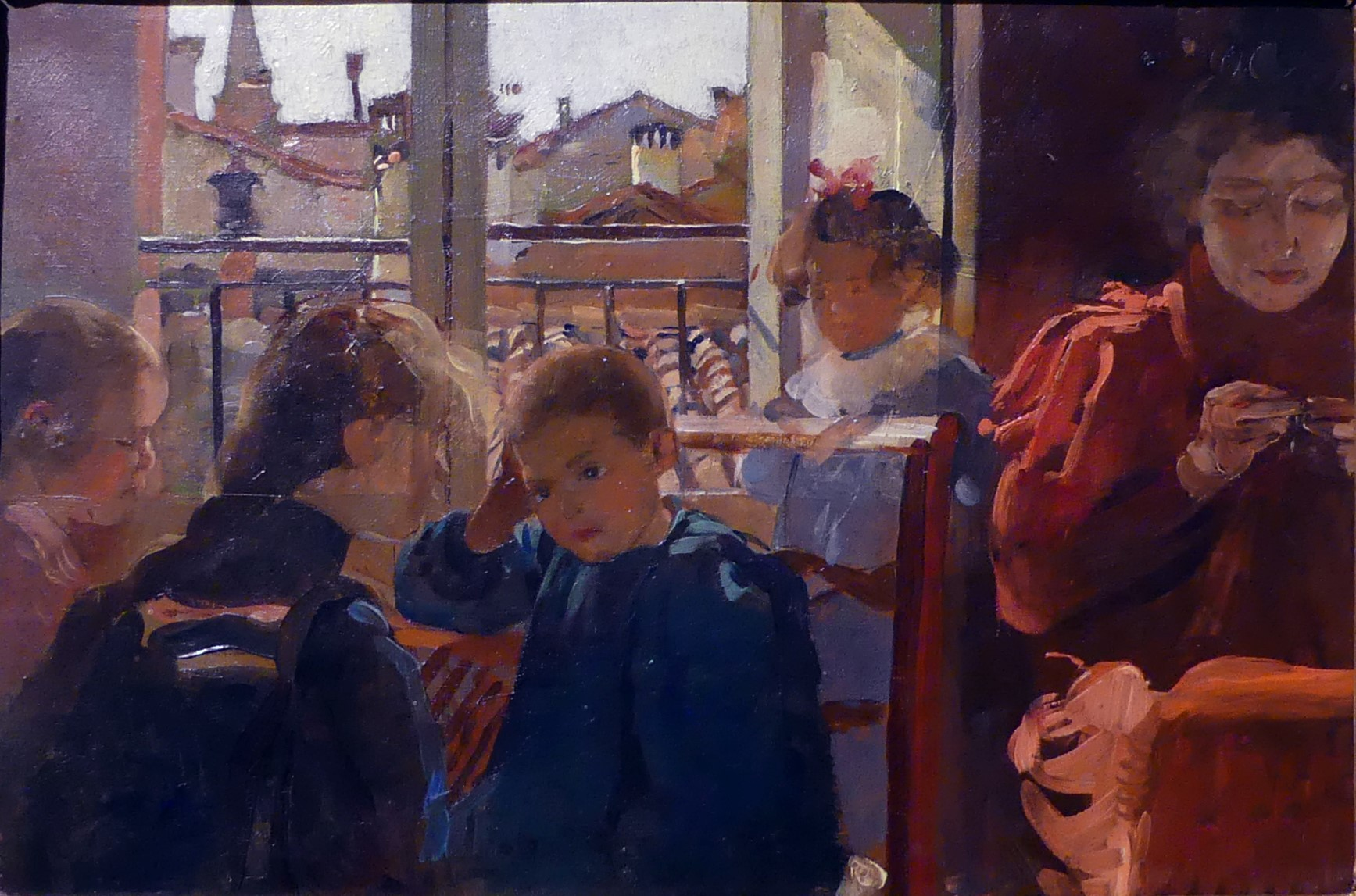
Alessandro Scorzoni, La mia famiglia

Nella seconda sala si approfondisce la nuova sensibilità per il vero e il rinnovato rapporto con la natura.
I bolognesi protagonisti della svolta verista furono Luigi Busi, Raffaele Faccioli e Luigi Serra, di cui sono presenti alcune opere emblematiche. I due inediti di Busi, Il paggio e La duchessa, furono esposto alla Società Protettrice di Belle Arti nel 1862; il secondo quadro mostra una donna aristocratica in un interno arricchito di dettagli sorprendenti: un vaso in avorio con il bassorilievo di elefante, mazzi di fiori e pappagallini. L'acquerello Le gioie materne è il bozzetto dell'omonimo dipinto che fece conoscere Busi ben fuori dai confini regionali. Amico fraterno di Busi, e suo sodale durante il suo periodo romano, fu Raffaele Faccioli, di cui è esposto Concerie in via Capo di Lucca, dipinto carico di divertimento e ironia. Chiude la sezione un raro olio di Luigi Serra di cui il museo conserva, peraltro, un fondo di quarantasette disegni a documentare la produzione dell'artista.

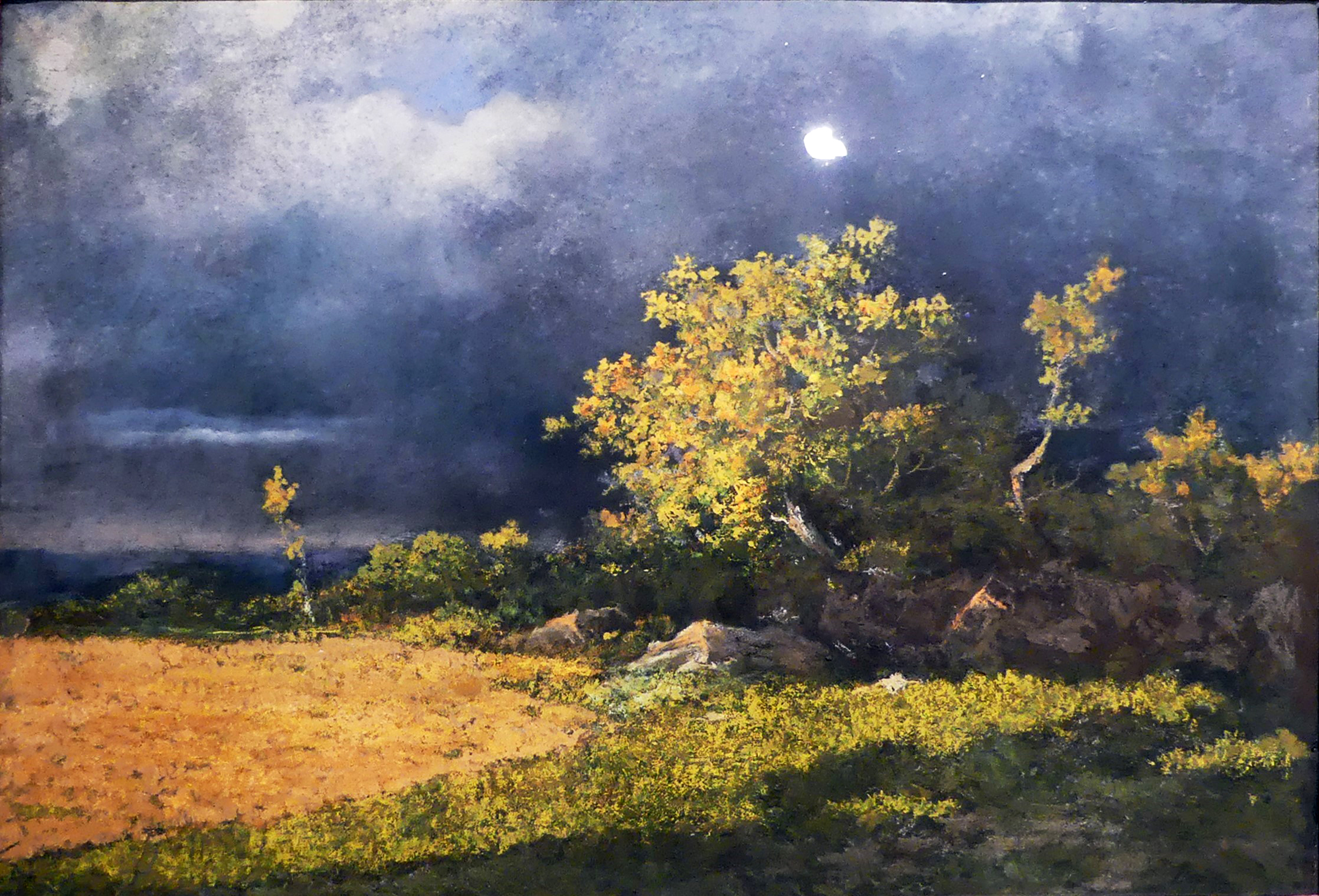
Luigi Bertelli, Campo di grano

Sulla scia di un inedito interesse per il naturalismo, coevo a quello dei toscani Macchiaioli, a Bologna si affermano Coriolano Vighi, ammirato e conosciuto anche all'estero, realizzando opere perfino per gli Zar di Russia, Alessandro Scorzoni (1858-1933) e soprattutto Luigi Bertelli, originario di San Lazzaro, che, da autodidatta, rivoluzionerà la pittura bolognese da lì in poi.

#### Sala III

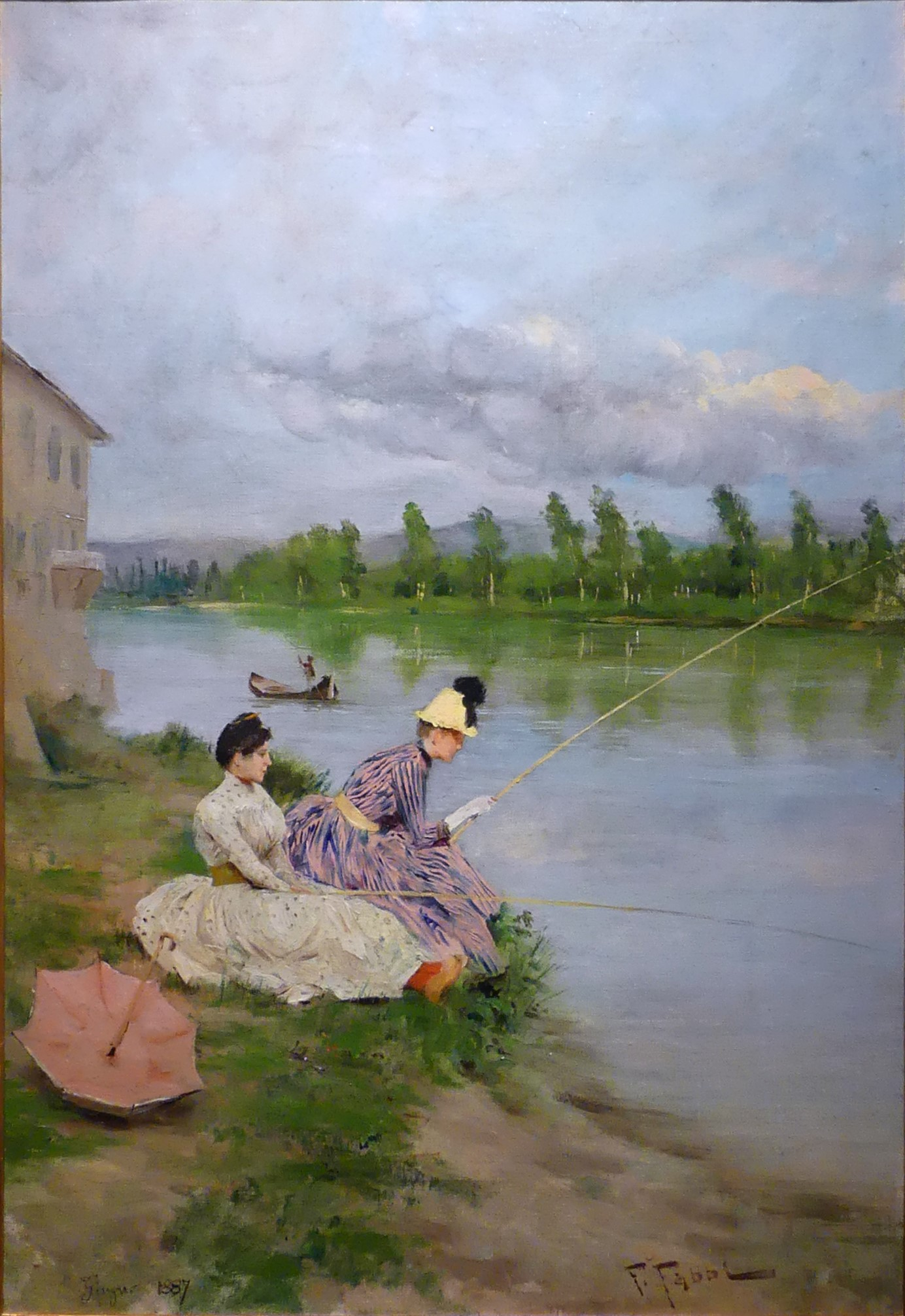
Fabio Fabbi, Pescatrici sull'Arno alla Casaccia di Bellariva, 1887

Con il Fin de siècle e a seguito dei mutamenti economici e sociali della Belle Époque anche la pittura si rinnova. Con la maturazione di nuovi gusti e sotto la spinta di una poderosa rinascita economica a Bologna emergono artisti come Fabio Fabbi, il budriese Augusto Majani, Alfredo Savini e altri. La sezione è composta da numerosi quadri che illustrano l'agio, le possibilità e la spensieratezza di un'epoca. Tra questi spicca il dipinto ad olio del triestino Marcello Dudovich che si ritrasse nello studio di fronte a piazza San Domenico insieme alla futura moglie Elisa Bucchi.
Nella sala sono ben rappresentate le opere ammantate di esotismo relative ai frequenti viaggi di Fabbi, grazie alla ricerca sull'archivio personale del pittore, e alla corrente internazionale dell'Orientalismo, che ebbe importanti echi sia nell'arredamento che nella moda del tempo. Tra gli artisti che intercettarono la tendenza ci furono Alberto Pasini, Fausto Zonaro e i fratelli Alberto (1858-1906) e Fabio Fabbi. La sezione si apre con un acquerello recentemente riscoperto di Alberto Fabbi, La venditrice di fiori, che reca curiosamente un cartiglio dei magazzini Abraham & Straus di Brooklyn, indizio che l'artista, dall'Egitto dove risiedette per diversi anni, inviò opere in tutto il mondo. Nella sala campeggia anche il grande dipinto La stanza del piacere di Fabio Fabbi, che riprende volutamente un'opera del pittore Hermann Fenner-Behmer (1866- 1913) dal titolo Nonchalance, già esposta alla Große Berliner Kunstausstellung del 1907.

#### Sala IV
La quarta sala è dedicata alla corrente simbolista e al decadentismo.

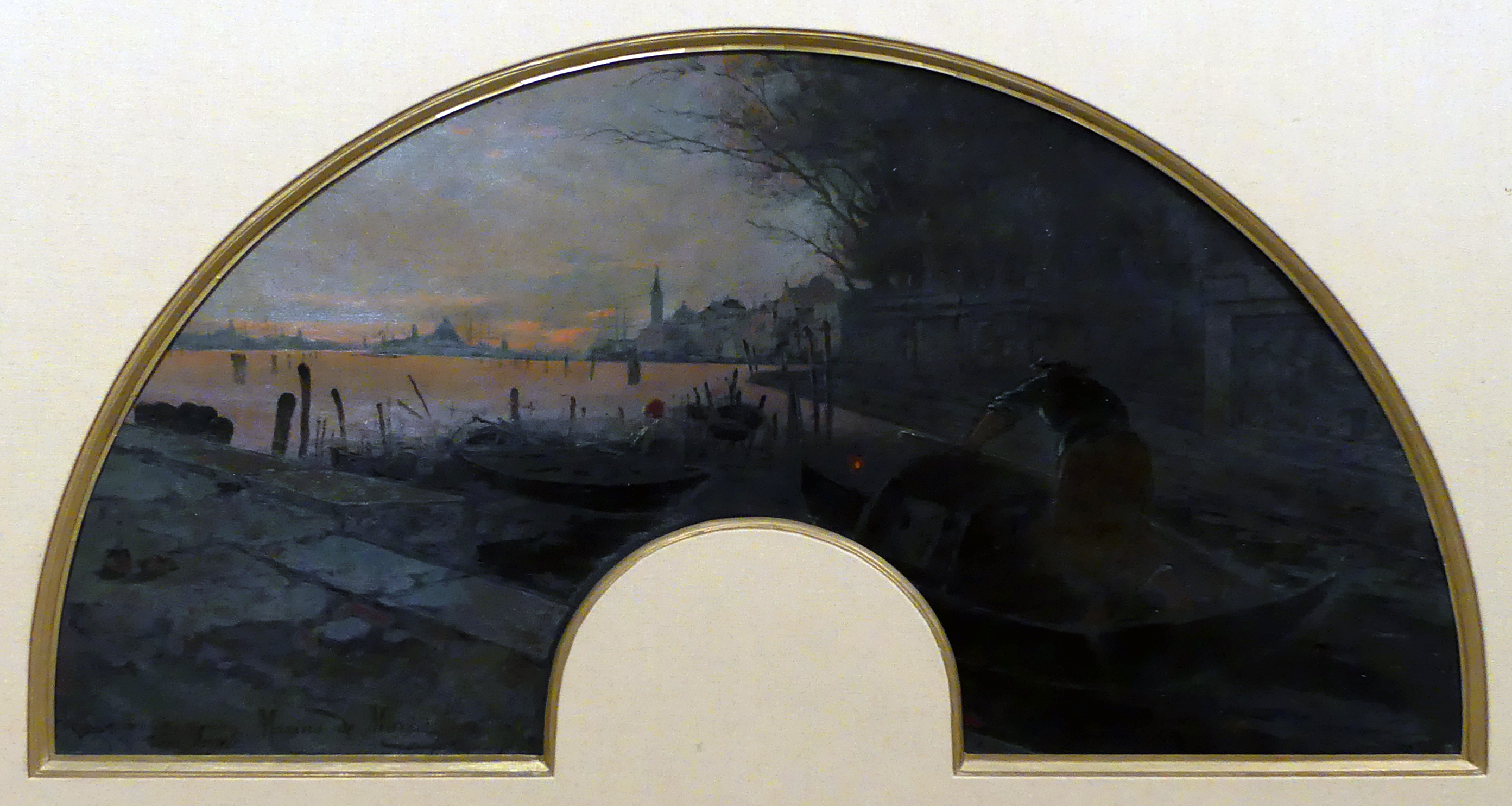
Mario de Maria, Dai giardini di San Lorenzo

La sezione dedicata al Simbolismo comprende opere fondamentali per lo sviluppo della corrente a livello nazionale. L'alunna di Mario de Maria, che apre la sezione, riprende visivamente una poesia di Gabriele D'Annunzio contenuta nella raccolta Isaotta Guttadauro del 1886. Il dipinto a olio su seta nera, a forma di ventaglio e con la dedica a Vera Angeli, raffigura i Giardini di San Lorenzo, sede della Biennale di Venezia di cui De Maria fu tra i fondatori. Il dipinto Pomeriggio di un fauno (Sinfonia bionda), esposto alla Biennale del 1909, si ispira al poema del 1876 del simbolista Stéphane Mallarmé Il pomeriggio di un fauno che fu uno dei manifesti del Simbolismo mondiale, oltre che riecheggiare il poema sinfonico Prélude à l'après-midi d'un faune scrutto da Claude Debussy fra il 1891 e il 1894. Un altro importante autore, soprattutto per Bologna, tra quelli esposti in questa sala è Augusto Sezanne, che ideò nel 1888 l'effige dell'Università in occasione dell'VIII centenario dell'Alma Mater. Si segnalano anche altre due opere simboliste, Serenata di Raffaele Faccioli e I sette vizi capitali del già citato Fabio Fabbi.

#### Sala V
Nell'ultima sala, tra le opere di vari pittori bolognesi più o meno noti, si ritrovano alcune tendenze e generi a rappresentare le diverse sfaccettature di un'epoca, dalle tendenze secessionistiche, all'arte sacra, alla ritrattistica.

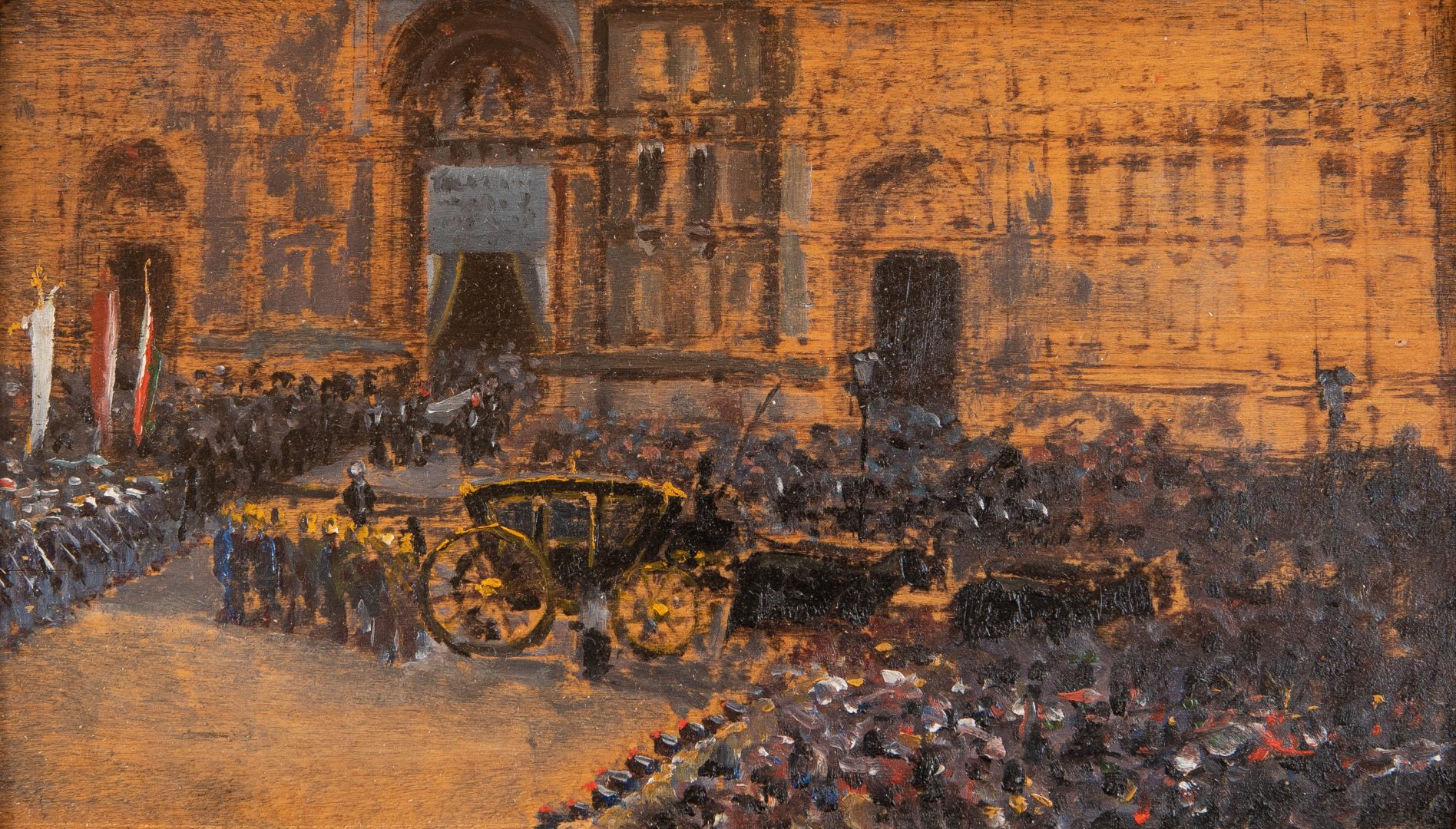
Augusto Sezanne, Funerale di Francesco Rizzoli

Una rappresentanza secessionista si può rintracciare nel lavoro degli artisti bolognesi Carlo Corsi (1879-1966), Emma Bonazzi, Alfredo Protti, Guglielmo Pizzirani, Garzia Fioresi e Giovanni Romagnoli. Nella sezione sono presenti tre significativi autoritratti di Protti, Pizzirani e Romagnoli. Emma Bonazzi fu tra le artiste più importanti dell'Art déco bolognese. A rappresentare la sua arte è esposta l'opera La giovinezza che rivela l'influenzata di Egon Schiele e Gustav Klimt.
Trovano posto nel percorso di mostra anche alcune opere a sfondo religioso, come l'Ecce Homo di Fabio Fabbi, in cui il volto emaciato di Cristo emerge potente dalle tenebre, e la sezione dedicata alla ritrattistica, inaugurata dal Ritratto della moglie di Alessandro Scorzoni (1858-1933). Degno di nota è anche Lo zuavo di Alberto Fabbi (1858-1906), un artista che si specializzò in ritrattistica celebrativa, come nella serie dei Ritratti dei bolognesi illustri (1896-1900). La sezione è arricchita da numerose altre opere, come la serie dedicata ai personaggi dell'arte di Gino Marzocchi che vede un Giorgio Morandi sagacemente sottoposto a giudizio dallo Stato Maggiore dell'arte degli ultimi secoli. Tra le personalità della stroia dell'arte raffigurate si riconoscono Leonardo Da Vinci, Tiziano, Giorgione, Raffaello, Michelangelo, Perugino e Caravaggio e gli autorevoli storici dell'arte Giulio Carlo Argan, Lionello Venturi e Roberto Longhi.

## Attività

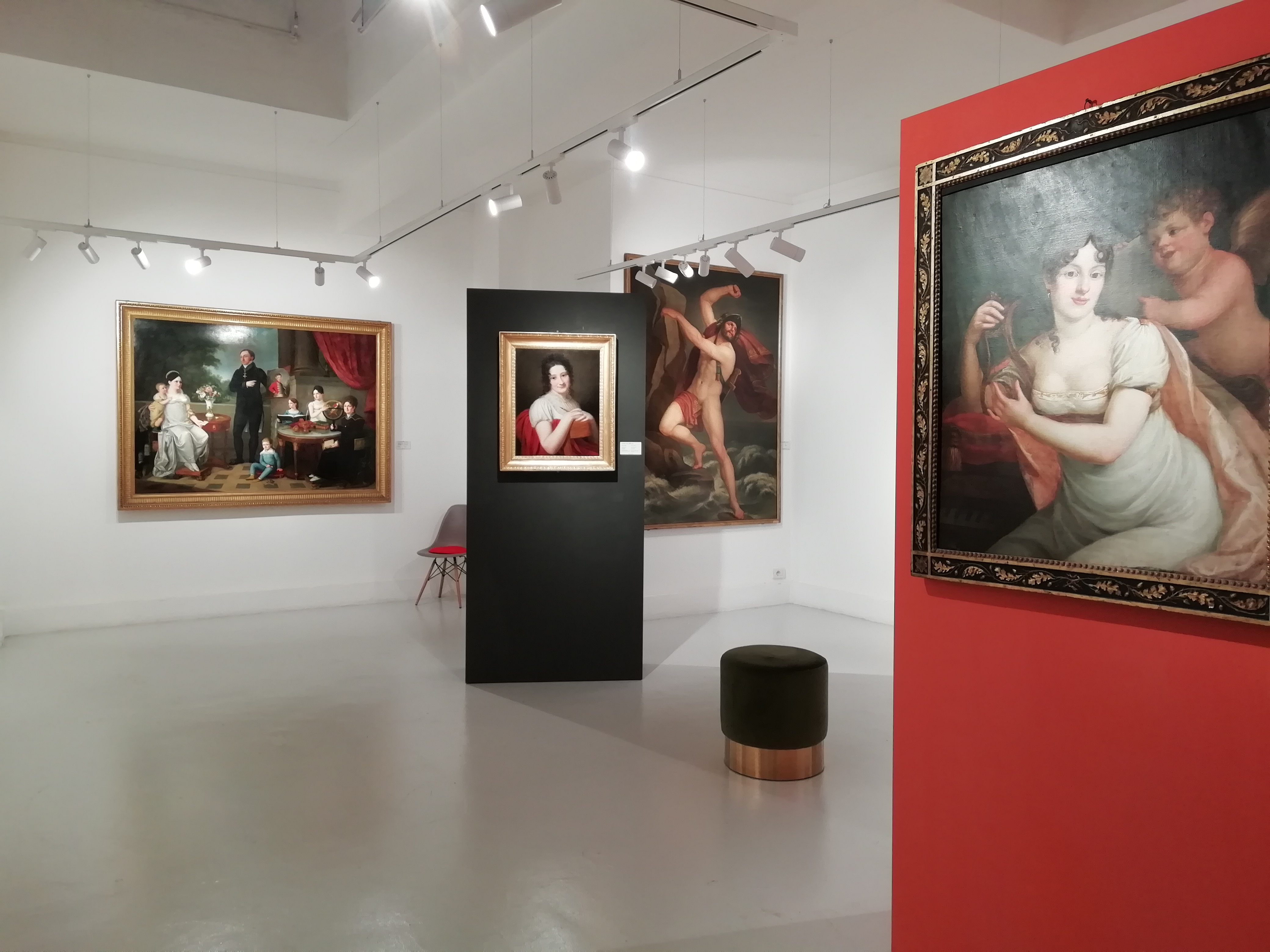
L'esposizione temporanea dedicata a Carlotta Gargalli

Oltre all'esposizione permanente il Museo Ottocento Bologna organizza mostre temporanee ed è un centro di documentazione e ricerca, in particolare grazie all'acquisizione degli Archivi Fabio Fabbi ed Emilio Oliviero Contini. Dedica una borsa di studio annuale agli studiosi di laurea magistrale dell'Università di Bologna.

## Esposizioni temporanee
- Carlotta Gargalli (1788-1840). Una pittrice bolognese nella Roma di Canova (ottobre 2023-febbraio 2024)[13]
- Ombra cara. Mario de Maria detto Marius Pictor (1852-1924) (marzo 2024-settembre 2024)[14][15]
- Dinastia Savini (ottobre 2024-maggio 2025)